# Gaudent
Gaudent (gaskognisch gleicher Name) ist eine französische Gemeinde mit 38 Einwohnern (Stand 1. Januar 2022) im Département Hautes-Pyrénées in der Region Okzitanien; sie gehört zum Arrondissement Bagnères-de-Bigorre und zum Gemeindeverband Neste Barousse. Seine Bewohner nennen sich Gaudentais/Gaudentaises.

## Geografie
Gaudent liegt an der Ourse, rund 48 Kilometer südöstlich der Stadt Tarbes an der Grenze zum Département Haute-Garonne. Die Gemeinde besteht aus dem Dorf Gaudent sowie wenigen Einzelgehöften. Weite Teile an den Berghängen sind bewaldet. Der höchste Punkt der Gemeinde ist der 1079 m hohe Pic de Cau an der nördlichen Gemeindegrenze. Die Gemeinde liegt an der Straße D 324, wenige Kilometer westlich der Route nationale 125.

## Geschichte
Der Ort wurde als de Gaudento erstmals im Jahr 1387 im Kirchenregister der Comminges erwähnt. Im Mittelalter lag der Ort innerhalb der Grafschaft Barousse in der Region Armagnac, die ein Teil der Provinz Gascogne war. Die Gemeinde gehörte von 1793 bis 1801 zum District La Barthe. Zudem lag Gaudent von 1793 bis 2015 im Kanton Mauléon-Barousse. Die Gemeinde ist seit 1801 dem Arrondissement Bagnères-de-Bigorre zugeteilt.

## Bevölkerungsentwicklung
| Jahr                       | 1962 | 1968 | 1975 | 1982 | 1990 | 1999 | 2006 | 2014 | 2020 |
| Einwohner                  | 50   | 49   | 40   | 40   | 34   | 45   | 47   | 45   | 35   |
| Quellen: Cassini und INSEE |      |      |      |      |      |      |      |      |      |

## Sehenswürdigkeiten
- Kapelle Notre-Dame Plan d’Ilheu

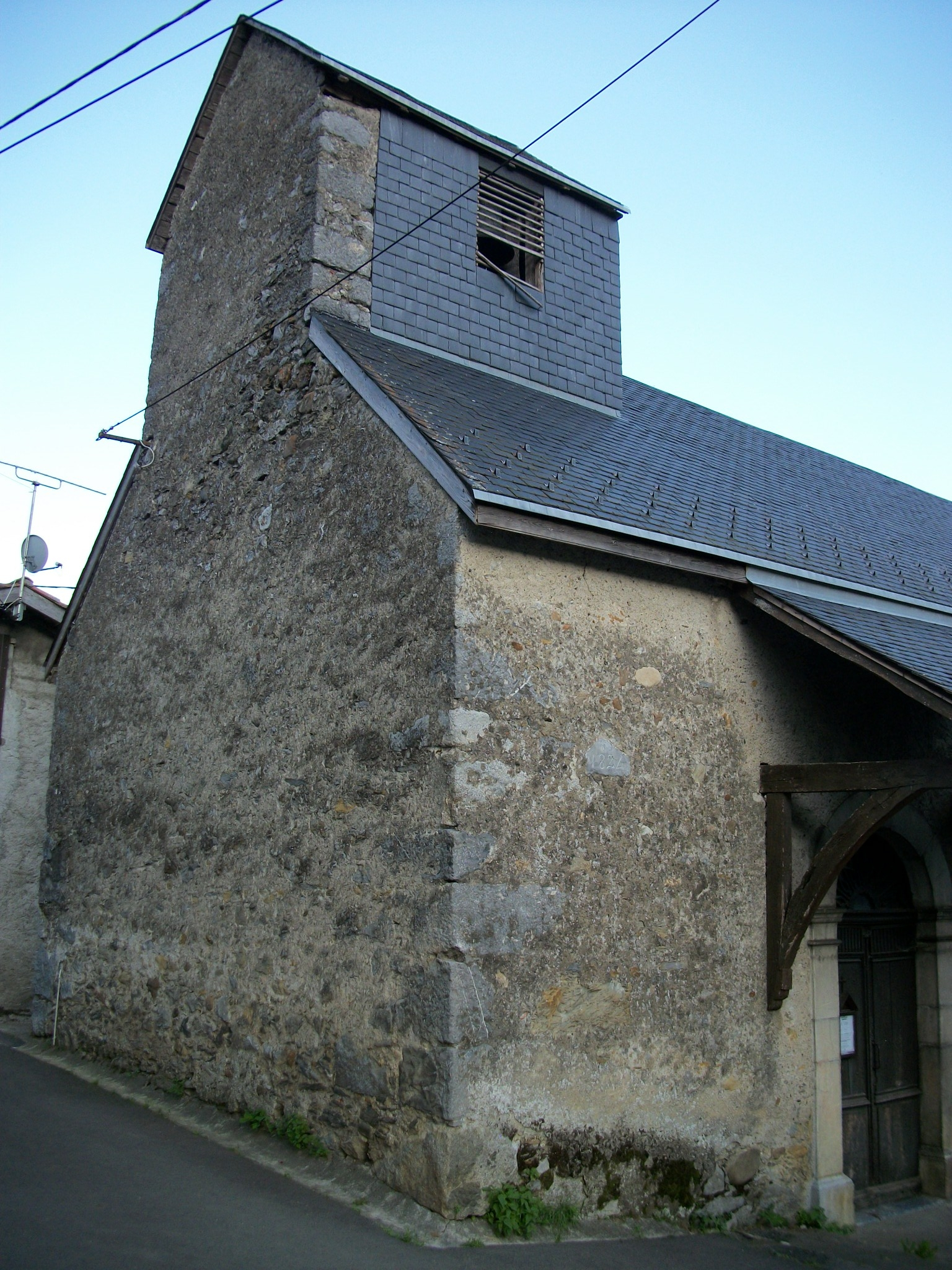
Himmelfahrts-Kirche
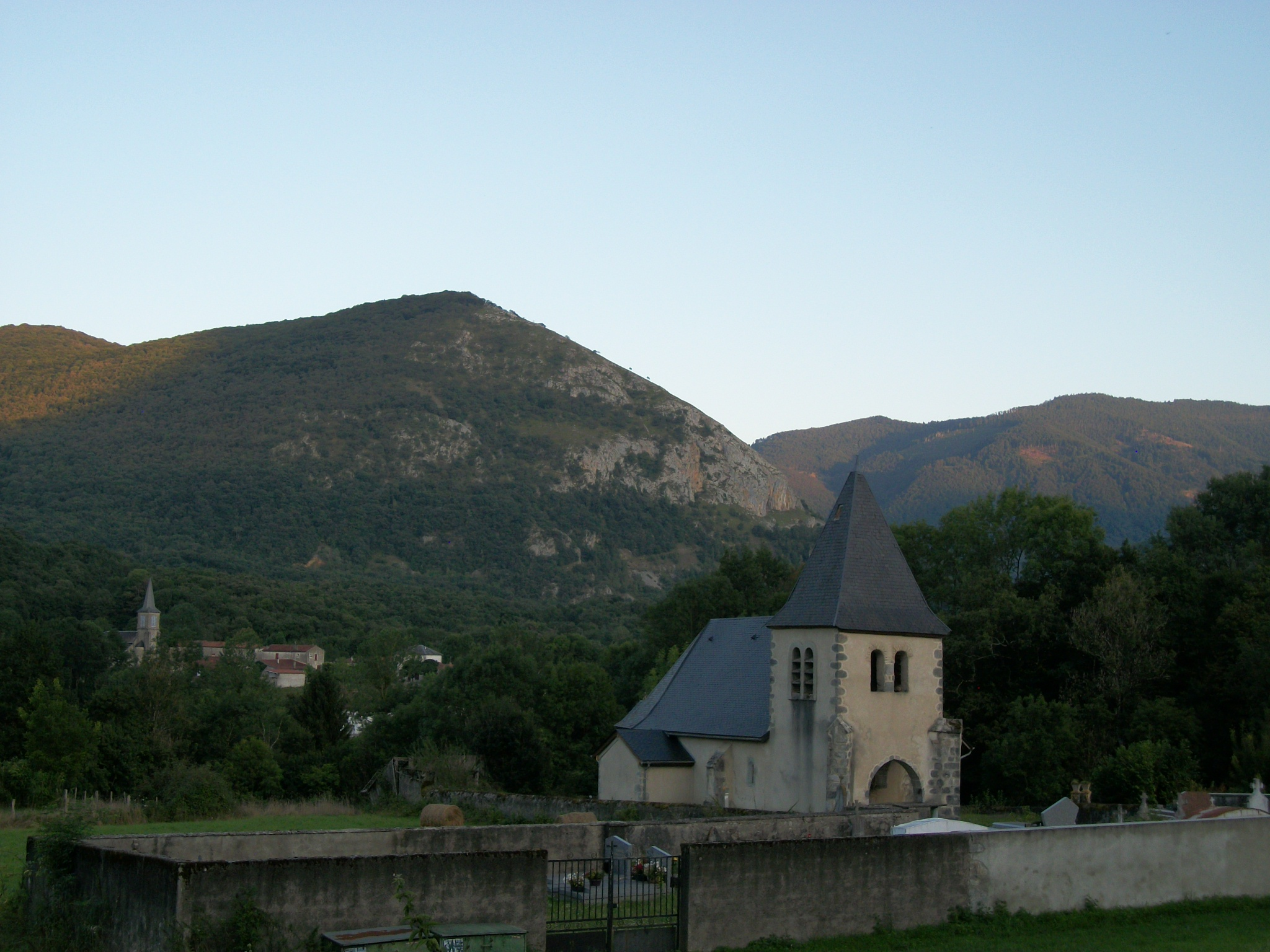
Kapelle Notre-Dame Plan d’Ilheu
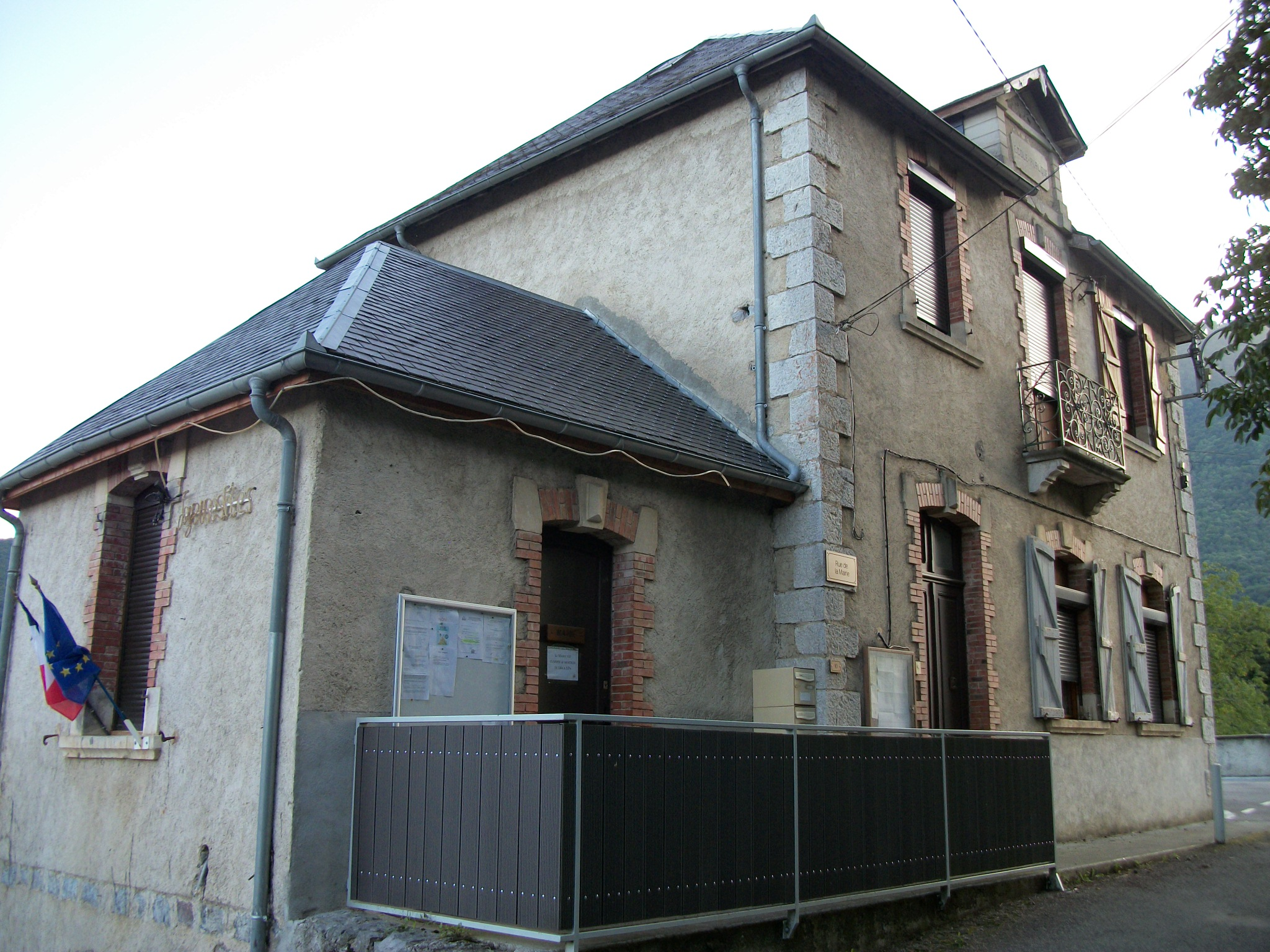
Rathaus (mairie)

- Gedenkplatte für die Gefallenen[1]
- Wegkreuz an der D324
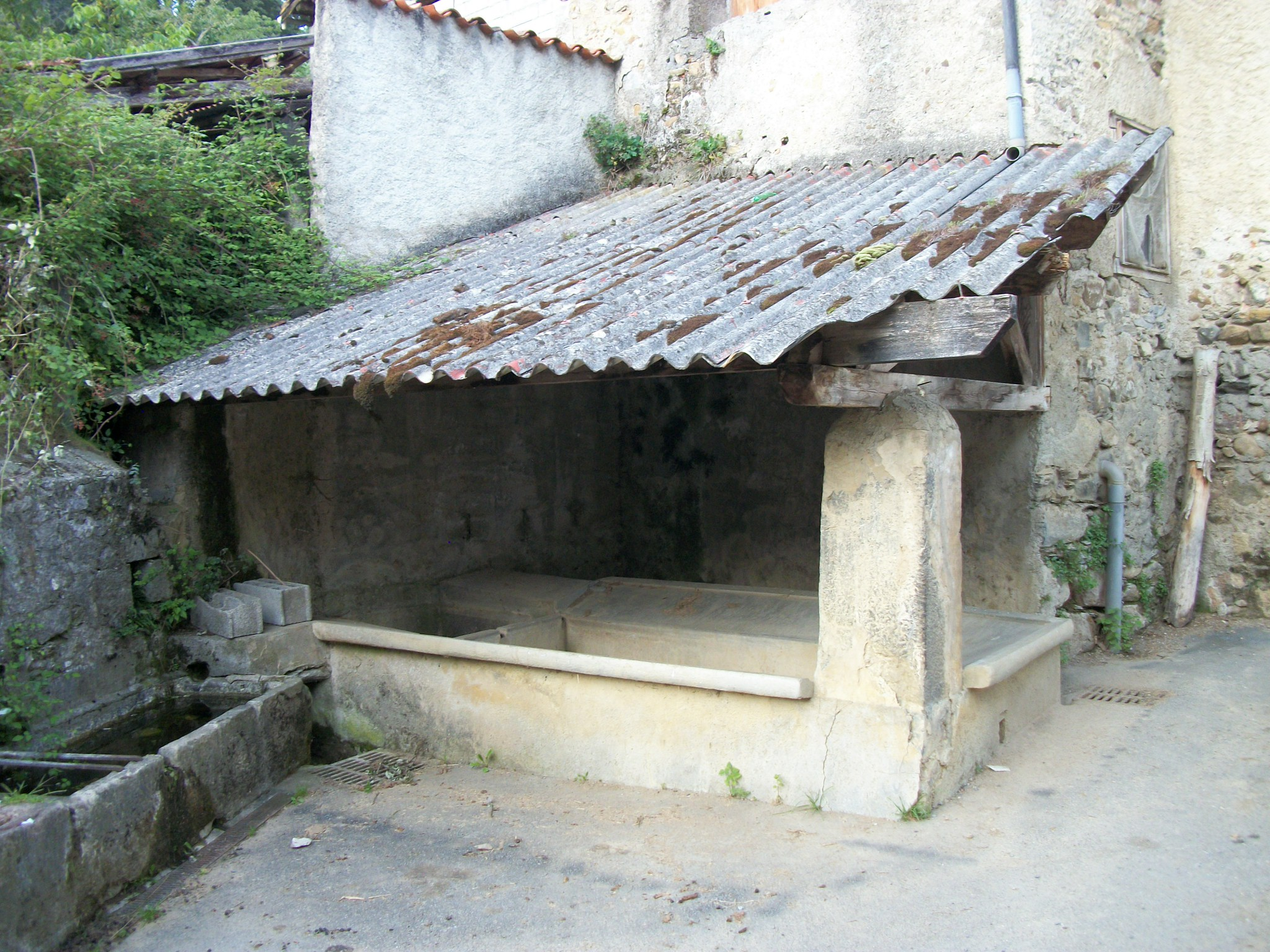
Lavoir (ehemaliges Waschhaus)

- Himmelfahrts-Kirche
- Kapelle Notre-Dame Plan d’Ilheu
- Rathaus (mairie)
- Ehemaliges öffentliches Waschhaus